# Carlos Quishpe
Carlos Eduardo Quishpe Quishpe, né le 21 juillet 1991, est un coureur cycliste équatorien.

## Biographie
Carlos Eduardo Quishpe Quishpe, dit Carlos Quishpe, naît le 21 juillet 1991 en Équateur.
Il entre en 2013 dans RPM Ecuador, qui devient l'année suivante l'équipe continentale Ecuador.

## Palmarès sur route

### Par années
- 2008[1]
  -  Champion d'Équateur sur route
- 2009
  -  Champion d'Équateur du contre-la-montre juniors
  - 4e du championnat panaméricain du contre-la-montre juniors
- 2010
  -  Champion d'Équateur sur route espoirs
  - 2e du championnat d'Équateur du contre-la-montre espoirs
- 2012
  - 3e étape du Tour de l'Équateur (contre-la-montre par équipes)
  -  Médaillé de bronze sur route au championnat panaméricain sur route espoirs

### Classements mondiaux
| Année            | 2012 |
| ---------------- | ---- |
| UCI America Tour | 79e  |

## Palmarès sur piste

### Championnats panaméricains
- Aguascalientes 2014
  - Neuvième de l'omnium[3].
  - Abandon dans la course à l'américaine (avec Jorge Luis Montenegro[4]).
- Santiago 2015
  - Sixième de la poursuite par équipes (avec José Ragonessi, Luis Jaramillo et Esteban Villareal)[5].
  - Huitième de la poursuite individuelle[6].
- Aguascalientes 2018
  -  Médaillé d'argent de l'omnium.
  - Neuvième de la poursuite par équipes (avec Jorge Luis Montenegro, Sebastián Rodríguez et Lenin Montenegro)[7].

### Jeux sud-américains
- 2010
  -  Médaillé d'or de la course à l'américaine (avec Byron Guamá)